# Giza

Giza (arapski, الجيزة, transliterirano al-ǧīzah; na egipatskom arapskom dijalektu Kaira izgovoreno kao eg-Gīza; isto tako ponekad pisano kao Gizeh, Ghizeh, ili Geezeh) je grad u Egiptu na zapadnoj obali rijeke Nil, nekih 20 km jugozapadno od centralnog Kaira, a danas dio šire kairske metropole. Predstavlja sjedište Guvernatorata Al Jizah, smješteno na njegovom sjeveroistoku, u blizini granice.
Giza je najpoznatija po visoravni Giza, odnosno kao lokacija nekih od najimpresivnijih drevnih spomenika na svijetu, uključujući grobni kompleks drevnih egipatskih faraona i hramova, koji se sastoji od Sfinge, Velike piramide te brojnih drugih piramida i hramova.
Giza je nekada bila nulti meridijan, referentna točka za određivanje geografske dužine, vjerojatno na području Velike Piramide.

## Povijest
Najpoznatije arheološko nalazište Gize - visoravan Gize - sadrži neke od najdojmljivijih spomenika drevne egipatske povijesti. Nekada je prosperirao zahvaljujući Nilu koji je direktno plavio Visoravan Gizu, pa su piramide u Gizi bile sagrađene tako da se s njih može vidjeti drevna egipatska prijestolnica Memfis, koja je u doba njihove izgradnje bila u blizini današnjeg Kaira.
Sam grad se dosta mijenjao kroz vrijeme. Promjene infrastrukture su zabilježene za vrijeme različitih režima koji su vladali Egiptom, uključujući britance u 19. i ranom 20. stoljeću, koji su sagradili veliki broj cesta, ulica i zgrada u okolnom području. Često se pogrešno misli da je Giza ništa drugo nego pustinja ; međutim, Giza je postala središte kulture Egipta te je gusto naseljena, tako da u njoj postoje mnoge zgrade i gradske službe. Giza je zaprimila veliku pažnju zbog velikog broja drevnih egipatskih spomenika na visoravni Giza, kao i tisuće posjetitelja i turista kroz godine. Zbog toga su u inftastrukturu Gize ulagali kako britanske vlasti prije egipatske revolucije, tako i suvremena egipatska vlada s obzirom na njegovu turističku važnost.
Jedan od poznatih dijelova Gize je Alharam, koji je u prošlosti bio popularan zbog noćnih klubova. U Zamaleku živi egipatska srednja klasa, dok je nedavno Almohandeseen postao prenaseljen.

## Pristup gradu
Međunarodni posjetitelji u Gizu, koja ima vlastiti guvernatorat koji graniči s Kairom, ovise o zračnoj luci Kairo jer u samoj Gizi još nije sagrađena međunarodna zračna luka. 
Nakon što dođu u Kairo, većina posjetitelja se koristi službenim izletima prilikom kojih ih do piramida vode službeni vodiči. U Gizu se također može doći preko sistema kairskog metroa, kao i taksijem, iako to stranim turistima zna predstavljati poteškoće.

## Giza u popularnoj fikciji
Giza je također poznata kao nalazište u znanstveno fantastičnoj seriji Stargate SG-1.  Interplanetarni transportni uređaj tamo pronađen je osnova zapleta istoimenog igranog filma i dvije televizijske serije.

## Unutarnje poveznice
- Sfinga

## Vanjske poveznice
- Vodič: Cairo/Giza na Wikivoyageu